# Asian Open Trophy 2019
Asian Open Trophy 2019 – ósme zawody łyżwiarstwa figurowego z cyklu Challenger Series 2019/2020. Zawody rozgrywano od 30 października do 3 listopada 2019 roku w hali Ice Star Ice Rink w Dongguan.
W konkurencji solistów zwyciężył Włoch Daniel Grassl, zaś w konkurencji solistek Koreanka Lim Eun-soo. W parach tanecznych triumfowali reprezentanci Stanów Zjednoczonych Christina Carreira i Anthony Ponomarenko.

## Terminarz
| Data        | Godzina                     | Konkurencja   | Segment          |
| ----------- | --------------------------- | ------------- | ---------------- |
| 2 listopada | 13:00 UTC+08:00 / 6:00 CET  | Pary taneczne | Taniec rytmiczny |
| 2 listopada | 14:50 UTC+08:00 / 7:50 CET  | Soliści       | Program krótki   |
| 2 listopada | 17:00 UTC+08:00 / 10:00 CET | Solistki      | Program krótki   |
| 3 listopada | 13:40 UTC+08:00 / 6:40 CET  | Pary taneczne | Taniec dowolny   |
| 3 listopada | 15:50 UTC+08:00 / 8:50 CET  | Soliści       | Program krótki   |
| 3 listopada | 18:25 UTC+08:00 / 11:25 CET | Solistki      | Program krótki   |

## Rekordy świata
| Rekordy świata (GOE±5) na moment rozpoczęcia zawodów (stan na 2 listopada 2019): | Rekordy świata (GOE±5) na moment rozpoczęcia zawodów (stan na 2 listopada 2019): | Rekordy świata (GOE±5) na moment rozpoczęcia zawodów (stan na 2 listopada 2019): | Rekordy świata (GOE±5) na moment rozpoczęcia zawodów (stan na 2 listopada 2019): | Rekordy świata (GOE±5) na moment rozpoczęcia zawodów (stan na 2 listopada 2019): | Rekordy świata (GOE±5) na moment rozpoczęcia zawodów (stan na 2 listopada 2019): |
| Konkurencja                                                                      | Segment                                                                          | Zawodnicy                                                                        | Punkty                                                                           | Zawody                                                                           | Data                                                                             |
| -------------------------------------------------------------------------------- | -------------------------------------------------------------------------------- | -------------------------------------------------------------------------------- | -------------------------------------------------------------------------------- | -------------------------------------------------------------------------------- | -------------------------------------------------------------------------------- |
| Soliści                                                                          | Nota łączna                                                                      | Nathan Chen                                                                      | 323,42                                                                           | Mistrzostwa świata 2019                                                          | 23 marca 2019                                                                    |
| Soliści                                                                          | Program dowolny                                                                  | Nathan Chen                                                                      | 216,02                                                                           | Mistrzostwa świata 2019                                                          | 23 marca 2019                                                                    |
| Soliści                                                                          | Program krótki                                                                   | Yuzuru Hanyū                                                                     | 110,53                                                                           | Rostelecom Cup 2018                                                              | 16 listopada 2018                                                                |
| Solistki                                                                         | Nota łączna                                                                      | Aleksandra Trusowa                                                               | 241,02                                                                           | Skate Canada International 2019                                                  | 26 października 2019                                                             |
| Solistki                                                                         | Program dowolny                                                                  | Aleksandra Trusowa                                                               | 166,62                                                                           | Skate Canada International 2019                                                  | 26 października 2019                                                             |
| Solistki                                                                         | Program krótki                                                                   | Rika Kihira                                                                      | 83,97                                                                            | World Team Trophy 2019                                                           | 11 kwietnia 2019                                                                 |
| Pary taneczne                                                                    | Nota łączna                                                                      | Gabriella Papadakis / Guillaume Cizeron                                          | 223,13                                                                           | World Team Trophy 2019                                                           | 12 kwietnia 2019                                                                 |
| Pary taneczne                                                                    | Taniec dowolny                                                                   | Gabriella Papadakis / Guillaume Cizeron                                          | 135,82                                                                           | World Team Trophy 2019                                                           | 12 kwietnia 2019                                                                 |
| Pary taneczne                                                                    | Taniec rytmiczny                                                                 | Gabriella Papadakis / Guillaume Cizeron                                          | 88,69                                                                            | Internationaux de France 2019                                                    | 1 listopada 2019                                                                 |

## Wyniki

### Soliści
| Poz. | Zawodnik              | Nota łączna | SP | SP    | FS | FS     |
| ---- | --------------------- | ----------- | -- | ----- | -- | ------ |
| 1    | Daniel Grassl         | 230,08      | 1  | 77,09 | 1  | 152,99 |
| 2    | Andrew Torgashev      | 217,54      | 2  | 72,91 | 2  | 144,63 |
| 3    | Ryan Dunk             | 199,03      | 4  | 71,56 | 3  | 127,47 |
| 4    | Alexei Bychenko       | 195,03      | 6  | 67,81 | 4  | 127,22 |
| 5    | Lee Si-hyeong         | 191,18      | 3  | 71,94 | 6  | 119,24 |
| 6    | Byun Se-jong          | 190,40      | 5  | 70,91 | 5  | 119,49 |
| 7    | Cha Young-hyun        | 180,95      | 7  | 64,64 | 7  | 116,31 |
| 8    | James Min             | 170,80      | 9  | 57,01 | 8  | 113,79 |
| 9    | Tsao Chih-i           | 165,25      | 8  | 63,29 | 9  | 101,96 |
| 10   | Harrison Jon-Yen Wong | 147,99      | 11 | 52,83 | 10 | 95,16  |
| 11   | Peng Zhiming          | 140,83      | 14 | 47,91 | 11 | 92,92  |
| 12   | Jordan Dodds          | 139,81      | 12 | 49,53 | 12 | 90,28  |
| 13   | Leung Kwun Hung       | 138,30      | 13 | 49,30 | 13 | 89,00  |
| 14   | Lap Kan Yuen          | 127,93      | 10 | 54,05 | 14 | 73,88  |

### Solistki
| Poz. | Zawodniczka            | Nota łączna | SP | SP    | FS | FS     |
| ---- | ---------------------- | ----------- | -- | ----- | -- | ------ |
| 1    | Lim Eun-soo            | 197,63      | 1  | 66,84 | 1  | 130,79 |
| 2    | Kim Ha-nul             | 177,92      | 3  | 60,04 | 2  | 117,88 |
| 3    | Gabriella Izzo         | 169,75      | 2  | 65,30 | 3  | 104,45 |
| 4    | Kailani Craine         | 154,69      | 5  | 52,05 | 4  | 102,64 |
| 5    | Yi Christy Leung       | 151,45      | 4  | 58,34 | 6  | 93,11  |
| 6    | Siwon Lee              | 142,73      | 9  | 44,67 | 5  | 98,06  |
| 7    | Hiu Ching Kwong        | 134,94      | 7  | 49,08 | 7  | 85,86  |
| 8    | Zhang Yixuan           | 132,29      | 8  | 47,80 | 8  | 84,49  |
| 9    | Cheuk Ka Kahlen Cheung | 125,24      | 6  | 51,03 | 10 | 74,21  |
| 10   | Aiza Mambekowa         | 120,18      | 10 | 44,13 | 9  | 76,05  |
| 11   | Tasya Putri            | 92,71       | 11 | 28,54 | 11 | 64,17  |
| 12   | Brooke Tamepo          | 89,23       | 13 | 27,18 | 12 | 62,05  |
| 13   | Ashley Colliver        | 87,95       | 12 | 28,31 | 13 | 59,64  |
| 14   | Maral-Erdene Gansukh   | 77,13       | 15 | 23,75 | 14 | 53,38  |
| 15   | Emma Tang              | 72,61       | 16 | 21,74 | 15 | 50,87  |
| 16   | Sze Chyi Chew          | 68,81       | 14 | 24,83 | 16 | 43,98  |

### Pary taneczne
| Poz. | Zawodnicy                                 | Nota łączna | RD | RD    | FD | FD     |
| ---- | ----------------------------------------- | ----------- | -- | ----- | -- | ------ |
| 1    | Christina Carreira / Anthony Ponomarenko  | 191,55      | 1  | 78,40 | 1  | 113,15 |
| 2    | Ksienija Konkina / Pawieł Drozd           | 176,38      | 2  | 70,21 | 3  | 106,17 |
| 3    | Marija Kazakowa / Gieorgij Riewija        | 174,63      | 3  | 67,68 | 2  | 106,95 |
| 4    | Jennifer Urban / Benjamin Steffan         | 164,18      | 5  | 62,75 | 4  | 101,43 |
| 5    | Shari Koch / Christian Nüchtern           | 159,27      | 4  | 64,10 | 5  | 95,17  |
| 6    | Ning Wanqi / Wang Chao                    | 152,92      | 6  | 62,31 | 7  | 90,61  |
| 7    | Ren Junfei / Aleksiej Karpuszow           | 151,00      | 7  | 61,17 | 8  | 89,83  |
| 8    | Justyna Plutowska / Jérémie Flemin        | 148,83      | 8  | 55,96 | 6  | 92,87  |
| 9    | Misato Komatsubara / Tim Koleto           | 142,09      | 9  | 55,39 | 9  | 86,70  |
| 10   | Matilda Friend / William Badaoui          | 137,07      | 10 | 54,55 | 10 | 82,52  |
| 11   | Jekatierina Mironowa / Jewgienij Ustienko | 122,93      | 11 | 47,65 | 11 | 75,28  |